# S Comae Berenices
S Comae Berenices är en pulserande variabel av RR Lyrae-typ (RRAB) i stjärnbilden Berenikes hår.
Stjärnan har en magnitud som varierar mellan 10,88 och 12,12 med en period av 0,58658722 dygn eller ungefär 14 timmar.